# 孫万寿
孫 万寿（孫萬壽、そん ばんじゅ、生没年不詳）は、北斉から隋にかけての文学者。字は仙期。またの字は遐年。本貫は長楽郡武遂県。

## 経歴
北斉の国子博士の孫霊暉の子として生まれた。14歳のとき、阜城の熊安生に五経を学び、概略をつかんで、諸子や史書を渉猟した。文章を得意とし、談論が美しかったため、博陵の李徳林に認められた。17歳のとき、北斉の奉朝請に任じられた。また陽休之の下で開府行参軍をつとめた。
隋が建国されると、滕王楊瓚に召されてその文学となったが、衣冠の整わなかった罪で、江南に流されて防人の任についた。行軍総管の宇文述に召されてその軍の書簡をつかさどった。書生気質の万寿は、軍の麾下にあっては面白くなく、その心うちを「遠戍江南寄京師親友」の五言詩にしたためて長安の友人に送ると、その詩は当時に流行して多く壁書された。
後に郷里に帰って、十数年にわたって任用されなかった。601年（仁寿元年）、豫章王楊暕に召されてその長史となった。604年（仁寿4年）、楊暕が斉王に転封されると、斉王文学となった。当時、諸王の属官は族滅されるものが多かったため、万寿は不安にかられて、病にかこつけて辞職した。長らくして大理司直に任じられ、在官のまま死去した。享年は52。『文集』10巻があって当時に通行した。

## 伝記資料
- 『隋書』巻76 列伝第41
- 『北史』巻81 列伝第69